# Gran Premio del Canada 1983
Il Gran Premio del Canada 1983 è stata l'ottava gara del Campionato mondiale di Formula 1 1983. Disputata il 12 giugno 1983 presso il Circuito di Montréal, ha visto la prima vittoria di Arnoux al volante della Ferrari. Il francese è stato costantemente il più veloce durante tutto il fine settimana, facendo registrare il miglior tempo in entrambe le sessioni di qualifica e vincendo la gara, l'ultima per il modello 126 C2. A completare il podio giunsero Eddie Cheever su Renault e Patrick Tambay su Ferrari, autore anche del giro più veloce. Solo quinto il leader del mondiale Alain Prost, afflitto da vari problemi durante la corsa e preceduto pure da Keke Rosberg, mentre Nelson Piquet, fu costretto al ritiro.

## Vigilia

### Aspetti tecnici
Per l'appuntamento in terra canadese la Brabham fu la squadra che presentò più novità tecniche. Venne portato un nuovo tipo di sospensioni, che aveva testato la settimana precedente alla gara sul circuito di Silverstone e che aveva fornito buone prestazioni, ma alla fine la casa inglese decise di montarle solamente sul muletto. Venne poi rinnovata la parte posteriore della vettura, con l'aggiunta di spoiler all'ingresso dei radiatori laterali e, infine, adottò un nuovo cofano motore.
Notevolmente minori le modifiche apportate dagli altri team, con la Renault che si limitò a spostare il bocchettone a sinistra e la Ferrari che cambiò le canalizzazioni per raffreddare meglio radiatori, cambio e batteria. La ATS modificò, poi, i propri scarichi sulla base di quelli della Renault, mentre la Ligier decise di abbandonare l'alettone posteriore utilizzato nella corsa precedente.

### Aspetti sportivi
Gli organizzatori del Gran Premio riuscirono a convincere Jacques Villeneuve Sr. a prendere parte alla gara con la RAM. Si intravide, poi, ai box della Tyrrell il calciatore Roberto Bettega, che salì, pur senza provarla, sulla vettura di Alboreto e dichiarò apertamente di tifare per il pilota italiano.

## Prove libere

### Resoconto

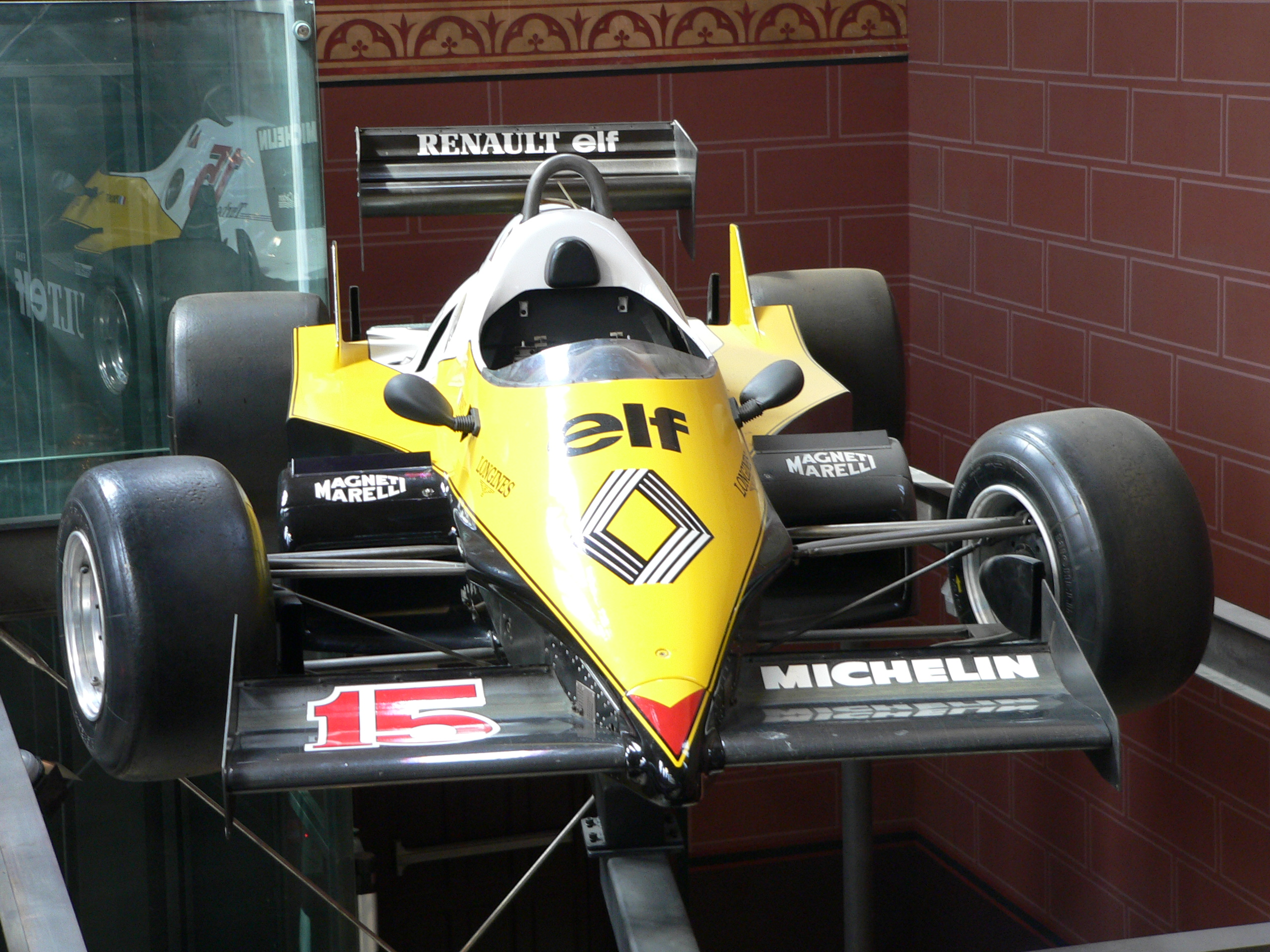
La Renault RE40 di Alain Prost. Il francese, leader del mondiale, non andò oltre il quarto posto nelle prove libere.

Nella prima sessione di prove Patrick Tambay ottenne il miglior tempo, scalzando a 10 minuti dalla fine il compagno di squadra Arnoux dalla prima posizione. Dietro di loro Patrese, Cheever e Rosberg, primo tra i piloti con motore aspirato. De Cesaris ebbe poi problemi con la pompa d'iniezione, ma nonostante ciò piazzò la sua Alfa Romeo all'ottavo posto. Anche De Angelis ebbe diversi inconvenienti con gli ammortizzatori e non andò oltre il quindicesimo posto. Ancora peggio andò ai piloti McLaren, con Lauda diciannovesimo afflitto da problemi di assetto e Watson venticinquesimo, rallentato dalla rottura del motore.
Al sabato la Ferrari confermò le buone prestazioni del venerdì, piazzando nuovamente i suoi piloti nelle prime due posizioni. A seguire Piquet, Prost e De Cesaris. Ancora in difficoltà De Angelis, afflitto da problemi di trazione, Watson e Lauda, autore anche di un testacoda. Baldi, al contrario del compagno di squadra, poi, non riusciva ad ottenere buoni tempi, tanto da chiudere ultimo, sostenendo che la sua vettura era inguidabile, pur senza capirne i motivi.

### Risultati
Nella sessione del venerdì, si ebbe la seguente situazione:
| Pos. | Nome             | Squadra/Motore | Tempo    |
| ---- | ---------------- | -------------- | -------- |
| 1    | Patrick Tambay   | Ferrari        | 1:30.759 |
| 2    | René Arnoux      | Ferrari        | 1:31.082 |
| 3    | Riccardo Patrese | Brabham-BMW    | 1:31.138 |

Nella sessione del sabato, si ebbe la seguente situazione:
| Pos. | Nome           | Squadra/Motore | Tempo    |
| ---- | -------------- | -------------- | -------- |
| 1    | Patrick Tambay | Ferrari        | 1:30.321 |
| 2    | René Arnoux    | Ferrari        | 1:30.572 |
| 3    | Nelson Piquet  | Brabham-BMW    | 1:30.790 |

## Qualifiche

### Resoconto

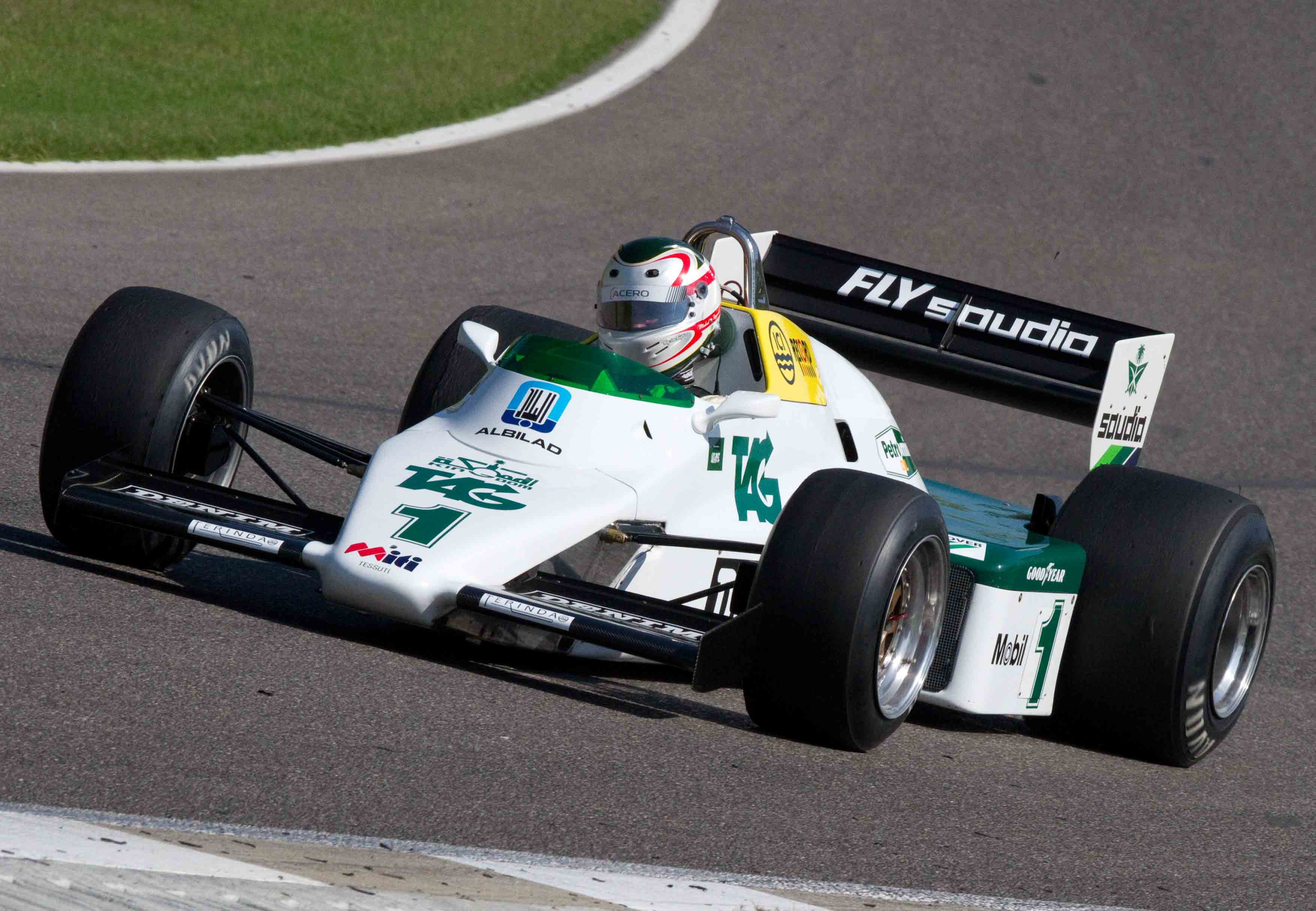
La Williams FW08C di Keke Rosberg utilizzata dal team inglese durante la stagione 1983, durante una manifestazione storica. Anche in Canada il pilota finlandese risultò il migliore tra coloro che guidavano monoposto con motore aspirato.

Nella prima sessione del venerdì la Ferrari confermò quanto fatto nelle prove libere piazzando le sue vetture ai primi due posti, distanziate l'una dell'altra di appena otto millesimi. Dietro di loro le due Renault, con Prost, che ottenne il suo tempo con il muletto, davanti a Cheever. Il pilota statunitense, però, criticò René Arnoux, autore del miglior tempo, reo di averlo rallentato, impedendogli di migliorare il suo tempo sul giro. Seguirono, quindi, Nelson Piquet e Riccardo Patrese, autore quest'ultimo di un incidente a oltre duecento chilometri orari, in cui distrusse la parte anteriore della sua vettura. Rosberg risultò il primo dei piloti con motore aspirato, ottenendo il settimo tempo, seguito da Manfred Winkelhock, Andrea De Cesaris e Jacques Laffite.
Al sabato Prost e Piquet riuscirono a guadagnare posizioni, con il francese secondo e il brasiliano terzo. Arnoux mantenne la pole position migliorandosi ulteriormente rispetto ai tempi di venerdì e utilizzando pneumatici da gara. Scivolò, invece, al quarto posto Tambay, che non riuscì a migliorare la sua prestazione in quanto fu a lungo costretto ai box per la rottura del motore e con il muletto, non regolato per lui, non fu in grado di migliorare i propri tempi sul giro. Patrese, poi, scavalcò Cheever guadagnando la quinta piazza, mentre dietro di loro recuperarono posizioni Winkelhock e De Cesaris, che relegarono Rosberg al nono posto. Giacomelli riuscì, poi, a portarsi al decimo posto, seguito da De Angelis, che aveva parzialmente risolto i problemi di trazione posteriore che lo avevano afflitto nella sessione precedente. Rimasero, invece, fuori dalla linea di partenza Jacques Villeneuve Sr. e Piercarlo Ghinzani. Rientrò invece tra i qualificati Cecotto.

### Risultati
| Pos                     | Nº | Pilota                 | Costruttore       | Q1       | Q2       | Distacco |
| ----------------------- | -- | ---------------------- | ----------------- | -------- | -------- | -------- |
| 1                       | 28 | René Arnoux            | Ferrari           | 1:28.984 | 1:28.729 | —        |
| 2                       | 15 | Alain Prost            | Renault           | 1:29.942 | 1:28.830 | +0.101   |
| 3                       | 5  | Nelson Piquet          | Brabham-BMW       | 1:30.366 | 1:28.887 | +0.158   |
| 4                       | 27 | Patrick Tambay         | Ferrari           | 1:28.992 | 1:29.658 | +0.263   |
| 5                       | 6  | Riccardo Patrese       | Brabham-BMW       | 1:31.227 | 1:29.549 | +0.820   |
| 6                       | 16 | Eddie Cheever          | Renault           | 1:30.255 | 1:29.863 | +1.134   |
| 7                       | 9  | Manfred Winkelhock     | ATS-BMW           | 1:31.756 | 1:30.966 | +2.237   |
| 8                       | 22 | Andrea De Cesaris      | Alfa Romeo        | 1:31.813 | 1:31.173 | +2.444   |
| 9                       | 1  | Keke Rosberg           | Williams-Ford     | 1:31.583 | 1:31.480 | +2.751   |
| 10                      | 36 | Bruno Giacomelli       | Toleman-Hart      | 1:32.208 | 1:31.586 | +2.857   |
| 11                      | 11 | Elio De Angelis        | Lotus-Renault     | 1:33.231 | 1:31.822 | +3.093   |
| 12                      | 35 | Derek Warwick          | Toleman-Hart      | 1:32.351 | 1:32.116 | +3.387   |
| 13                      | 2  | Jacques Laffite        | Williams-Ford     | 1:32.185 | 1:32.632 | +3.456   |
| 14                      | 29 | Marc Surer             | Arrows-Ford       | 1:32.931 | 1:32.540 | +3.811   |
| 15                      | 30 | Thierry Boutsen        | Arrows-Ford       | 1:32.643 | 1:32.576 | +3.847   |
| 16                      | 25 | Jean-Pierre Jarier     | Ligier-Ford       | 1:34.403 | 1:32.642 | +3.913   |
| 17                      | 3  | Michele Alboreto       | Tyrrell-Ford      | 1:33.664 | 1:33.175 | +4.446   |
| 18                      | 12 | Nigel Mansell          | Lotus-Renault     | 1:33.588 | 1:34.010 | +4.859   |
| 19                      | 8  | Niki Lauda             | McLaren-Ford      | 1:34.452 | 1:33.671 | +4.942   |
| 20                      | 7  | John Watson            | McLaren-Ford      | 1:34.008 | 1:33.705 | +4.976   |
| 21                      | 33 | Roberto Guerrero       | Theodore-Ford     | 1:35.283 | 1:33.721 | +4.992   |
| 22                      | 4  | Danny Sullivan         | Tyrrell-Ford      | 1:34.680 | 1:33.791 | +5.062   |
| 23                      | 34 | Johnny Cecotto         | Theodore-Ford     | 1:36.260 | 1:34.314 | +5.585   |
| 24                      | 26 | Raul Boesel            | Ligier-Ford       | 1:34.967 | 1:34.486 | +5.757   |
| 25                      | 31 | Corrado Fabi           | Osella-Alfa Romeo | 1:35.554 | 1:34.544 | +5.815   |
| 26                      | 23 | Mauro Baldi            | Alfa Romeo        | 1:34.988 | 1:34.755 | +6.026   |
| Vetture non qualificate |    |                        |                   |          |          |          |
| NQ                      | 18 | Jacques Villeneuve Sr. | RAM-Ford          | 1:37.858 | 1:35.133 | +6.404   |
| NQ                      | 32 | Piercarlo Ghinzani     | Osella-Alfa Romeo | 1:35.493 | 1:35.171 | +6.442   |

## Gara

### Resoconto

René Arnoux, vincitore per la prima volta di una gara alla guida di una Ferrari.

Il Gran Premio, che si svolse davanti a 54.000 spettatori, partì in ritardo di trenta minuti per un guasto all'impianto elettrico di tutta l'area metropolitana. Alla partenza Arnoux mantenne la testa della corsa, seguito da Patrese, Prost, Piquet e Tambay. Già nel corso dei primi giri si registrano i ritiri di Jarier, Surer e De Angelis. Nel frattempo Piquet si portò in terza posizione, mentre Rosberg, dopo aver superato Giacomelli, si portò all'ottavo posto, iniziando un lungo duello con Andrea De Cesaris, con grande partecipazione ed apprezzamento del pubblico.
Arnoux, intanto, riusciva a guadagnare circa mezzo secondo al giro sugli inseguitori, imponendo un ritmo gara elevatissimo. Prost, attorno al decimo giro, cominciò ad accusare un calo di potenza del motore, così Tambay e Cheever riuscirono ad avere la meglio su di lui. Contemporaneamente Rosberg rischiò di spegnere il propulsore, perdendo dieci secondi nei confronti di De Cesaris, ma riuscì comunque a recuperarli nel giro di poche tornate, complice un calo di potenza di mille giri del motore del pilota romano, ed effettuò il sorpasso nel corso del sedicesimo giro. Due tornate più tardi il romano venne superato pure da Jacques Laffite. Intanto, Piquet fu costretto al ritiro. Nel corso del ventesimo giro, poi, Tambay cominciò ad accusare problemi di alimentazione, forse dovuti ad un violento salto su un cordolo, e venne superato da Cheever. Il problema, però, si risolse da solo alcuni passaggi più tardi.
Al trentacinquesimo giro cominciarono le soste ai box, con Prost e De Cesaris che rifornirono per primi, seguiti da Arnoux, che lasciò il comando della corsa a Patrese, rientrato per il pit stop due giri dopo. Terminate le soste, il francese della Ferrari riprese la testa della gara, seguito dall'italiano della Brabham, in duello con Cheever. Contemporaneamente De Cesaris, Giacomelli e Warwick furono costretti al ritiro. Patrese, in difficoltà con il cambio, venne superato da Tambay e Prost, venendo poi costretto ad abbandonare nel corso del cinquantaseiesimo giro. Rosberg, intanto, era riuscito a rimontare fino al quarto posto, mentre per l'ultimo posto disponibile si scatena un duello tra Watson e Boutsen, con il belga che ebbe la peggio danneggiando la propria vettura. Le posizioni rimasero quindi invariate con Arnoux che vinse davanti a Cheever, Tambay, Rosberg, Prost e Watson.

### Risultati
| Pos | Nº | Pilota                 | Costruttore       | Giri | Tempo/Ritiro                       | Pos. Griglia | Punti |
| --- | -- | ---------------------- | ----------------- | ---- | ---------------------------------- | ------------ | ----- |
| 1   | 28 | René Arnoux            | Ferrari           | 70   | 1:48:31.838                        | 1            | 9     |
| 2   | 16 | Eddie Cheever          | Renault           | 70   | + 42.029                           | 6            | 6     |
| 3   | 27 | Patrick Tambay         | Ferrari           | 70   | + 52.610                           | 4            | 4     |
| 4   | 1  | Keke Rosberg           | Williams-Ford     | 70   | + 1:17.048                         | 9            | 3     |
| 5   | 15 | Alain Prost            | Renault           | 69   | + 1 Giro                           | 2            | 2     |
| 6   | 7  | John Watson            | McLaren-Ford      | 69   | + 1 Giro                           | 20           | 1     |
| 7   | 30 | Thierry Boutsen        | Arrows-Ford       | 69   | + 1 Giro                           | 15           |       |
| 8   | 3  | Michele Alboreto       | Tyrrell-Ford      | 68   | + 2 Giri                           | 17           |       |
| 9   | 9  | Manfred Winkelhock     | ATS-BMW           | 67   | + 3 Giri                           | 7            |       |
| 10  | 23 | Mauro Baldi            | Alfa Romeo        | 67   | + 3 Giri                           | 26           |       |
| SQ  | 4  | Danny Sullivan         | Tyrrell-Ford      | 68   | Squalificato per peso non conforme | 22           |       |
| Rit | 6  | Riccardo Patrese       | Brabham-BMW       | 56   | Cambio                             | 5            |       |
| Rit | 35 | Derek Warwick          | Toleman-Hart      | 47   | Turbo                              | 12           |       |
| Rit | 36 | Bruno Giacomelli       | Toleman-Hart      | 43   | Motore                             | 10           |       |
| Rit | 12 | Nigel Mansell          | Lotus-Ford        | 43   | Tenuta di strada                   | 18           |       |
| Rit | 22 | Andrea De Cesaris      | Alfa Romeo        | 42   | Motore                             | 8            |       |
| Rit | 2  | Jacques Laffite        | Williams-Ford     | 37   | Cambio                             | 13           |       |
| Rit | 26 | Raul Boesel            | Ligier-Ford       | 32   | Cuscinetto                         | 24           |       |
| Rit | 33 | Roberto Guerrero       | Theodore-Ford     | 27   | Motore                             | 21           |       |
| Rit | 31 | Corrado Fabi           | Osella-Ford       | 26   | Motore                             | 25           |       |
| Rit | 34 | Johnny Cecotto         | Theodore-Ford     | 17   | Differenziale                      | 23           |       |
| Rit | 5  | Nelson Piquet          | Brabham-BMW       | 15   | Acceleratore                       | 3            |       |
| Rit | 8  | Niki Lauda             | McLaren-Ford      | 11   | Testacoda                          | 19           |       |
| Rit | 11 | Elio De Angelis        | Lotus-Renault     | 1    | Acceleratore                       | 11           |       |
| Rit | 29 | Marc Surer             | Arrows-Ford       | 1    | Trasmissione                       | 14           |       |
| Rit | 25 | Jean-Pierre Jarier     | Ligier-Ford       | 0    | Cambio                             | 16           |       |
| NQ  | 17 | Jacques Villeneuve Sr. | RAM-Ford          |      |                                    |              |       |
| NQ  | 32 | Piercarlo Ghinzani     | Osella-Alfa Romeo |      |                                    |              |       |

## Dopo gara
La vittoria ottenuta rilanciò Arnoux nella corsa al titolo mondiale e il francese stesso espresse la sua soddisfazione per il comportamento della vettura durante tutto il fine settimana. Il suo compagno di squadra, Tambay, pur non essendo pienamente contento della sua gara, confermò che la lotta per il mondiale era aperta e che non ci sarebbero stati giochi di squadra all'interno del team. Prost, leader della classifica piloti, si dichiarò comunque fiducioso per il prosieguo del campionato, mentre Piquet espresse tutto il suo rammarico, ritenendo che avrebbe potuto lottare per la vittoria. Il pilota della Williams Keke Rosberg si dichiarò felice della sua prestazione, ma fu anche coinvolto, al termine della corsa, di un singolare incidente con Bruno Giacomelli: il pilota italiano, fermo da metà gara lungo la pista, chiese al finlandese un passaggio per ritornare ai box, ma, quest'ultimo, prese una chicane con troppa foga e Giacomelli scivolò dalla vettura cadendo sulla pista e sbattendo contro il gard-rail. Il bresciano riportò alcune contusioni e venne trasportato precauzionalmente all'ospedale.
Nel corso, poi, delle verifiche sui pesi delle monoposto venne squalificata la Tyrrell di Danny Sullivan, risultata sottopeso di quattro chili, rispetto ai 540 regolamentari. Venne invece riammessa la Arrows di Thierry Boutsen solo dopo che gli venne rimontato l'alettone, danneggiatosi durante un contatto con Watson.

## Classifiche

### Piloti
| Pos. | Pilota           | Punti |
| ---- | ---------------- | ----- |
| 1    | Alain Prost      | 30    |
| 2    | Nelson Piquet    | 27    |
| 3    | Patrick Tambay   | 27    |
| 4    | Keke Rosberg     | 25    |
| 5    | René Arnoux      | 17    |
| 6    | John Watson      | 16    |
| 7    | Eddie Cheever    | 14    |
| 8    | Niki Lauda       | 10    |
| 9    | Jacques Laffite  | 10    |
| 10   | Michele Alboreto | 9     |
| 11   | Marc Surer       | 4     |
| 12   | Danny Sullivan   | 2     |
| 13   | Johnny Cecotto   | 1     |
| 14   | Mauro Baldi      | 1     |
| 15   | Nigel Mansell    | 1     |

### Costruttori
| Pos. | Team          | Punti |
| ---- | ------------- | ----- |
| 1    | Ferrari       | 44    |
| 2    | Renault       | 44    |
| 3    | Williams-Ford | 35    |
| 4    | Brabham-BMW   | 27    |
| 5    | McLaren-Ford  | 26    |
| 6    | Tyrrell-Ford  | 11    |
| 7    | Arrows-Ford   | 4     |
| 8    | Alfa Romeo    | 1     |
| 9    | Theodore-Ford | 1     |
| 10   | Lotus-Ford    | 1     |